# Small Faces
Small Faces — британская рок-группа, основанная в Лондоне в 1965 году и ставшая в середине 1960-х годов одним из лидеров мод-движения.

## Карьера
Группа Small Faces была основана Стивом Марриоттом и Ронни Лейном в 1965 году в лондонском Ист-Энде. Изначально музыканты находились под влиянием американского ритм-энд-блюза. Однако хиты «Itchycoo Park», «Lazy Sunday», «All or Nothing» и концептуальный альбом «Ogdens' Nut Gone Flake» сделали Small Faces самой почитаемой и влиятельной группой mod-движения. Позже группа стала одной из наиболее успешных в Великобритании психоделических групп, но распалась в 1969 году, когда Марриотт покинул группу, чтобы образовать Humble Pie.

## После распада
Трое других участников, пригласив Рода Стюарта и Рона Вуда, до 1973 года выступали под названием Faces, выпустив 4 студийных и 1 концертный альбом. Впоследствии Иэн Маклэган стал авторитетным сейшн-музыкантом, Кенни Джонс в 1978 году заменил погибшего Кита Муна в The Who, а Ронни Лэйн занялся сольной карьерой. 20 апреля 1991 года Стив Марриотт погиб во время пожара в собственном доме, начавшемся из-за непотушенной сигареты. Лэйн умер в июне 1997 года в возрасте 51 года от рассеянного склероза в своём доме в Тринидаде (штат Колорадо).

## Влияние
При том, что Small Faces были вместе всего лишь 4 года, их музыка, созданная во второй половине 1960-х годов, остаётся классикой мод-рока и психоделического рока, оказавшей огромное влияние наряду с The Beatles — в частности, на брит-поп 1990-х годов. All Music Guide назвал их «лучшей английской группой из тех, что так и не стали знамениты в Америке». 1996 году они были запоздало награждены премией Ivor Novello «Lifetime Achievement» за выдающийся вклад в британскую музыку.

## Бывшие участники
- Стив Марриотт — ведущий и бэк-вокал, соло и ритм-гитара, клавишные, гармоника (1965—1969, 1975—1978; умер в 1991)
- Ронни Лейн — бас-гитара, ведущий и бэк-вокал, ритм-гитара (1965—1969, 1975; умер в 1997)
- Кенни Джонс — ударные, перкуссия, вокал (1965—1969, 1975—1978)
- Джимми Уинстон — ритм и соло-гитара, клавишные, бэк и ведущий вокал (1965)
- Иэн Маклэган — клавишные, ведущий и бэк-вокал, ритм-гитара, бас-гитара (1965—1969, 1975—1978; умер в 2014)
- Рик Уиллс — бас-гитара, бэк-вокал (1976—1978)
- Джимми Маккаллох — соло и ритм-гитара, бэк-вокал (1977—1978; умер в 1979)

Временная шкала

## Альбомы
- 1966 — Small Faces
- 1967 — From the Beginning
- 1967 — Small Faces
- 1968 — Ogdens' Nut Gone Flake
- 1970 — First Step
- 1977 — Playmates
- 1978 — 78 in the Shade